# 옙 MBP200
옙 MBP200(Yepp MBP200)은 삼성전자에서 2009년 4월 8일에 출시한 포터블 미디어 플레이어이다.